# The Dubliners
The Dubliners var en irsk folkemusikgruppe, der blev dannet i Dublin 1962. Bandet startede under navnet The Ronnie Drew Ballad Group, navngivet efter en af medlemmerne, men de skiftede kort efter navn til The Dubliners. Over gruppens 50-årige karriere er sammensætningen blevet ændret mange gange. Gruppens succes skyldtes ikke mindst forsangerne Luke Kelly og Ronnie Drew, som nu begge er døde. Bandet høstede international succes med deres livlige irske folkesange, traditionelle ballader og instrumentale numre. Bandet optrådte regelmæssigt på forskellige folkemusikscener i Dublin og London i begyndelsen af 1960'erne, indtil det fik skrevet kontrakt med pladeselskabet Major Minor i 1965 med hjælp fra Dominic Behan. Herefter fik de megen spilletid på specielt Radio Caroline og endte på Top of the Pops i 1967 med hitsene "Seven Drunken Nights" (som solgte over 250.000 kopier i Storbritannien) og "Black Velvet Band". De opførte ofte sange, der blev betragtet som kontroversielle på det tidspunkt, og gruppen blev derfor kritiseret af nogle folkemusik-puritanere og Irlands nationale tv-kanal RTÉ havde et uofficielt forbud mod deres musik i perioden 1967-71. På dette tidspunkt steg bandets popularitet i resten af Europa, og de optrådte i The Ed Sullivan Show i USA. Gruppens succes forblev stabil i løbet af 1970'erne og et samarbejde med The Pogues i 1987 fik dem ind på UK Singles Chart to gange.
The Dubliners var medvirkende til at popularisere irsk folkemusik i Europa, selvom de ikke helt overgik populariteten af The Clancy Brothers and Tommy Makem i USA. De har påvirket mange generationer af irske bands, og kunstnere som The Pogues, Dropkick Murphys og Flogging Molly er inspireret af The Dubliners. I Irland er gruppen særligt elsket og coverversioner af irske ballader og folkesange af Ronnie Drew og Luke Kelly bliver ofte regnet som definitive versioner. Som et af de mest indflydelsesrige irske musiknavne i det 20. århundrede fejrede gruppen 50-årsjubilæum som band i 2012, hvilket gør dem til Irlands længst overlevende musikgruppe. I 2012 skænkede BBC Radio 2 Folk Awards dem en Lifetime Achievement Award. Efter at Barney McKenna, der var et af de stiftende medlemmer, døde annoncerede The Dubliners i efteråret 2012, at de trak sig tilbage. Deres sidste optræden blev 27. januar 2013 til minde om McKenna.
Med undtagelse af John Sheahan fortsatte øvrige overlevende medlemmer af gruppen med at turnere i 2013 under navnet "The Dublin Legends". I 2014 gik Watchorn ud af denne gruppe, og efter Campbells død i 2017 er Cannon det eneste tidligere medlem fra The Dubliners, som er med i denne gruppe.

## Historie
The Dubliners, der oprindeligt hed "The Ronnie Drew Ballad Group", blev dannet i 1962 og skabte sig et navn ved at spille regelmæssigt på O'Donoghue's Pub i Dublin. De skiftede navn, fordi Drew ikke var tilfreds med det, og Kelly var i gang med at læse Dubliners af James Joyce på dette tidspunkt. De fire oprindelige medlemmer var Ronnie Drew, Luke Kelly, Ciarán Bourke og Barney McKenna.
Ronnie Drew, Barney McKenna og Thomas Whelan havde oprindeligt sluttet tropper for at indsamle penge til et velgørenhedsprojekt  og fortsatte derefter med at lave revynumre med den irske komiker John Molloy på Gaiety Theatre i Dublin. De plejede at synge sange mellem sketchene.
Inden Luke Kelly sluttede sig til The Dubliners på fuld tid, havde han spillet på forskellige engelske folkemusiksteder som Jug o'Punch i Birmingham, der blev drevet af folksangeren Ian Campbell.
Gruppen spillede til Edinburgh Festival i 1963, og dette førte til, at gruppen kom med i BBC-programmet Hootenanny. Denne ekstra promovering hjalp den med at få en pladekontrakt med Transatlantic Records, med hvem de indspillede deres først album kaldet The Dubliner. De indspillede også deres første single der inkluderede "Rocky Road to Dublin" og "The Wild Rover".
Drew havde i sine unge år været i Spanien, hvor han havde lært at spille flemencoguitar og han akkompagnerede sange på en spansk guitar.
I 1964 fik gruppen to nye medlemmer; John Sheahan og Bobby Lynch der begge havde spillet i pauserne mellem Dubliners optrædener og ofte spillede med i andet sæt. Lynch erstattede Luke Kelly, der flyttede til England for en kort periode i 1964. Lynch forlod dog gruppen igen året efter, da Kelly kom tilbage. Han fik senere en depression og begik selvmord i 1982. Ifølge Sheahan selv, er han aldrig blevet officielt spurgt, om han ville slutte sig til gruppen, og han var det eneste medlem, der havde en musikalsk uddannelse.
Ciarán Bourke var sanger i The Dubliners, men spillede også guitar, tinwhistle og mundharmonika. Han sange mange sange på irsk ("Peggy Lettermore", "Preab san Ól"). I 1974 kollapsede han på scenen på grund af en hjerneblødning. Endnu en hjerneblødning gjorde ham lam i venstre side og han måtte opgive sin professionelle musikkarriere. Bourke døde i 1988. Bandet erstattede ham ikke officielt indtil hans død.
Drew forlod bandet i 1974 for at bruge mere tid sammen med sin familie, og han blev erstattet af Jim McCann. Han sluttede sig til gruppen igen i 1979, men forlod dem endnu en gang i 1995. Ronnie Drew døde på St. Vincent's Hospital i Dublin d. 16. august 2008 efter længere tids sygdom. Paddy Reilly overtog Drews plads i 1995. Nogle af Drews signifikante bidrag til bandet har været hitsinglerne "Seven Drunken Nights", hans udgave af "Finnegan's Wake" og "McAlpine's Fusiliers".
Luke Kelly var mere en balladesanger end Drew, og han spillede akkorder på en femstrenget banjo. Kelly sang mange definnerende versioner af traditionelle sange som "The Black Velvet Band", "Whiskey in the Jar", "Home Boys Home"; men også Phil Coulter's "The Town I Loved So Well", Ewan MacColl's "Dirty Old Town", "The Wild Rover", og "Raglan Road" skrevet af den berømte irske poet Patrick Kavanagh. Kavanagh mødte Kelly på en pub og bad ham om at synge sangen. I 1980 blev Kelly diagnosticeret med en hjernetumor. Indimellem var Kelly for syg til at synge med bandet, selvom han nogle gange sang nogle få sange. På en turne i Tyskland kollapsede han på scenen. Da han blev for syg til at spille mere, blev han erstattet af Seán Cannon i 1982. Han fortsatte med et turnere med bandet indtil to måneder inden sin død. Han døde d. 30. januar 1984. En af de sidste koncerter, som han deltog i, blev optaget og udgivet under navnet Live In Carré, den blev optaget i Amsterdam, Holland og udgivet i 1983. I november 2004, stemte Dublins byråd enstemmigt for at rejse en bronzestatue af Luke Kelly. Kelly er begravet på Glasnevin Cemetery i Dublin.
I 1987 blev Eamonn Campbell medlem af gruppen. Han havde tidligere produceret flere af deres albums og var også bagmanden bag The Pogues og The Dubliners samarbejde.
Efter Drew forlod bandet 1995 blev han erstattet med Paddy Reilly. Reilly, der havde været en livslang ven af bandet, havde turneret med dem ved flere lejligheder. Han var allerede en succesfuld solokunstner i Irland med hist som "The Fields of Athenry" og "The Town I Loved So Well". I 2005 flyttede Reilly tilbage til USA, og Patsy Watchorn overtog hans plads. Watchorn var blevet berømt som medlem af The Dublin City Ramblers og ligesom Kelly spiller han på en femstrenget banjo.
Bandet turnerede i hele Europa hvert år. En planlagt turne i Danmark kun to uger efter McKennas død 5. april 2012 blev gennemført som planlagt. Fra det første show i Tivolis Koncertsal i København blev han erstattet med Gerry O'Connor, der er en af hans tidligere elever.
I efteråret 2012 annoncerede gruppen at den trak sig tilbage efter en række 50-års jubilæumsshows i slutningen af året. The Dubliners spillede deres sidste koncerter på Vicar Street i Dublin den 28., 29. og 30. december 2012, og optrådte en enkelt optræden på tv, i en nytårsudgave af Jools Holland Annual Hootenanny' d. 31. december, der var optaget inden. Deres sidste offentlige optræden som The Dubliners var d. 27. januar 2013 til mindre om Barney McKenna.

### Reunions

#### 25-års jubilæum
I 1987 fejrede The Dubliners deres 25-års jubilæum. De indspillede en dobbelt-cd produceret af Eamonn Campbell, der var en gammel ven og gæstemusikant. Han introducerede dem til The Pogues, og deres samarbejde resulterede i hittet "The Irish Rover". Det opnåede #8 på UK singles charts og #1 i Irland. Deres sidste hitsingle var "Jack's Heroes/Whiskey in the Jar", endnu engang med The Pogues, som nåede #64 i Storbritannien og #4 i Irland. Campbell, som spiller guitar på scenen, har turneret med gruppen siden 1987. Christy Moore, Paddy Reilly og Jim McCann medvirkede også på CD'en; Moore synger en hyldest til Luke Kelly, og McCann synger sangen "I Loved the Ground She Walked Upon" skrevet af Phil Coulter og Ralph McTell. Det følgende år producerede Radio Telefís Éireann et timelangt portrætprogram om bandet byens indflydelse på deres musik. Det blev senere udgivet under titlen The Dubliner's Dublin.

#### 40-års jubilæum
I 2002 sluttede Ronnie Drew og Jim McCann sig midlertidigt til gruppen igen under deres 40-års jubilæumsturne. De havde en serier optrædener på irsk fjernsyn i løbet af denne tid, inklusiv en optræden med Phil Coulter og George Murphy på RTÉ 1.
Efter turneen blev McCann diagnosticeret med strubekræft. Efter behandling kom han sig fuldstændigt, men hans stemme blev efterladt skadet, og han blev ikke i stand til at synge efterfølgende. På trods af dette har han sinde optrådt som vært til forskellige folkemusikarrangementer, mest notabet er nok The Dubliners reunion shows, og i 2006 showene "Legends of Irish Folk" shows, hvor han også spillede guitar til slut.

#### 50-års jubilæum
Bandet fejrede deres 50-års jubilæum med en omfattende turne i Europa og en udgivelse af en live-dvd, der blev optaget på Dublin's Vicar Street. Turneen fortsatte på trods af Barney McKennas død der på dette tidspunkt var det sidste af de oprindelige medlemmer. Gruppen proklamerede også at deres sidste optræden ville blive det tre shows afholdt 28.–30. december på Vicar Street, hvor Jim McCann optrådte med dem.

## Succes
The Dubliners blev kendte, ikke kun i Irland, men som pionerer for irsk folkemusik i Europa, og til en vis grad i USA:. Deres udgave af "Seven Drunken Nights" og "The Black Velvet Band" fra 1967 blev udgivet på det spirende pladeselskab Major Minor, og blev stærkt drevet frem af piratradiostationen Radio Caroline. Resultatet var, at begge indspilninger nåede top 20 på UK pop charts. Denn tredje single, "Maids, When You're Young Never Wed an Old Man", nåede #43 i december 1967. Det var deres sidste hit i Storbritannien inden deres indspilninger med The Pogues i 1987.
I 1974, Ronnie Drew besluttede Drew at forlade bandet og blev erstattet med Jim McCann, der tidligere havde haft tv-showet The McCann man. Han er bedst kendt for sine udgaver af "Carrickfergus", Makem's "Four Green Fields" og "Lord of the Dance". Han spillede med gruppen indtil 1979, hvor Drew vendt tilbage og McCann forlod bandet for at få en solokarriere. Først tog Drew dog til Norge, hvor han indspillede to sange på norsk med den norske gruppe Bergeners.
Sammen med den irske punkgruppe fik The Dubliners et stort hit med "The Irish Rover", der blev #1 i Irland og #8 på UK singles charts.
The Dubliners opnåede også popularitet blandt berømte musikere som Bob Dylan, Roy Orbison, Jimi Hendrix og Pink Floyds trommeslager Nick Mason, som var selvudnævnte fans af Dubliners.
I 1960'erne sang The Dubliners oprørssange som "The Old Alarm Clock", "The Foggy Dew" og "Off to Dublin in the Green". Konflikten i Nordirland fra 1969 og frem fik dog gruppen til stort set at droppe disse sange fra deres repertoire. De begyndte at synge flere af dens slags sange i deres senere år.
I 2004 modtog gruppen Folkemusikprisen under Skagen Festival i Danmark.
Den 8. februar 2012 modtog The Dubliners en "Lifetime Achievement Award" ved BBC Radio 2 Folk Awards.

## The Dublin Legends
Efter John Sheahan trak sig tilbage og den officielle opløsning af "The Dubliners" i slutningen af 2012, fortsatte de restende medlemmer af gruppe - Seán Cannon, Eamonn Campbell, Patsy Watchorn og gæstemusikeren Gerry O'Connor - med at spille under navnet "The Dublin Legends", for at holde The Dubliners' arv i live. I februar 2013 skulle de på en turne i Storbritannien, men den måtte udskydes til juni, fordi Eamonn Campbell skulle opereres. I november sluttede banjospilleren Gerry O'Connor sig til Joe Bonamassa under hans turne i USA, og musikeren Paul Kelly trådte i hans sted til The Dublin Legends' koncerter i Tyskland. Shay Kavanagh, der har været medlem af The Dublin City Ramblers med Patsy Watchorn, spillede i stedet for Campbell på turneen i 2016. Han er siden blevet en del af gruppen.
Gruppen udgav deres første livealbum med titlen An Evening With The Dublin Legends: Live In Vienna i januar 2014. Det indeholder 18 sange, som blev optaget i september 2013 i "Metropol" i Wien.
Wathcorn forlod gruppen i 2014. Hans lillebror, Paul Watchorn, er siden blev en del af gruppen.
I 2017 døde, og Cannon er således det eneste tidligere medlem fra The Dubliners, som er med i denne gruppe.

## Bandmedlemmer og musikere

### Medlemmer
- Ronnie Drew (1962-1974; 1979-1995) sang, guitar
- Luke Kelly (1962-1984) sang, banjo
- Ciaran Bourke (1962-1974) guitar, tinfløjte, mundharmonika
- Barney McKenna (1962-2012) irsk tenorbanjo, mandolin, akkordeon, sang
- John Sheahan (1964-2012) violin, mandolin, tinfløjte
- Bobby Lynch (1964-1965) sang, guitar
- Jim McCann (1974-1979) sang, guitar
- Seán Cannon (1982-2012) sang, guitar
- Eamonn Campbell (1987-2012) guitar, mandolin
- Paddy Reilly (1995-2005) sang, guitar
- Patsy Watchorn (2005-2012) sang, banjo, Bodhrán

### Tidligere gæstemusikere
- Gerry O'Connor - Irsk tenorbanjo (2012)
- Christy Sheridan - Irsk tenorbanjo (2012)
- Chris Kavanagh - vokal, banjo (2011-2012)
- Al O'Donnell - vokal, guitar (2011)
- Michael Howard - guitar (2006)
- Nigel Warren-Green - cello (1983-1984)

## Diskografi
Bemærk: Denne liste er lavet ud fra engelsk Wikipedia og er ikke komplet.

### Studiealbum
- 1964 The Dubliners
- 1964 The Dubliners with Luke Kelly (Live)
- 1965 In Concert (Live)
- 1966 Finnegan Wakes (Live)
- 1967 A Drop of the Hard Stuff (a.k.a. Seven Drunken Nights)
- 1967 More of the Hard Stuff
- 1968 Drinkin' and Courtin'  (a.k.a. I Know My Love)
- 1968 At It Again (a.k.a. Seven Deadly Sins)
- 1969 Live at the Albert Hall (Live)
- 1969 At Home with The Dubliners
- 1970 Revolution
- 1972 Hometown (Live)
- 1972 Double Dubliners (a.k.a. Alive And Well)
- 1973 Plain and Simple
- 1974 Live (Live)
- 1975 Now
- 1976 A Parcel of Rogues
- 1977 Live at Montreux (Live)
- 1977 15 Years On
- 1979 Together Again
- 1983 21 Years On (Live)
- 1983 Prodigal Sons
- 1985 Live In Carré (Live)
- 1987 25 Years Celebration
- 1988 The Dubliner's Dublin
- 1992 30 Years A-Greying
- 1996 Further Along
- 1997 Alive Alive-O (Live)
- 2002 40 Years (features old and new songs)
- 2002 Live From The Gaiety (Live)
- 2006 Live At Vicar Street (Live)
- 2009 A Time to Remember (Live)
- 2012 50 Years